# Rütschelen
Rütschelen es una comuna suiza del cantón de Berna, situada en el distrito administrativo de Alta Argovia. Limita al norte con la comuna de Lotzwil, al este y sur con Madiswil, al suroccidente con Ochlenberg, y al occidente con Bleienbach.
Hasta el 31 de diciembre de 2009 situada en el distrito de Aarwangen.